# Schloss Emsburg

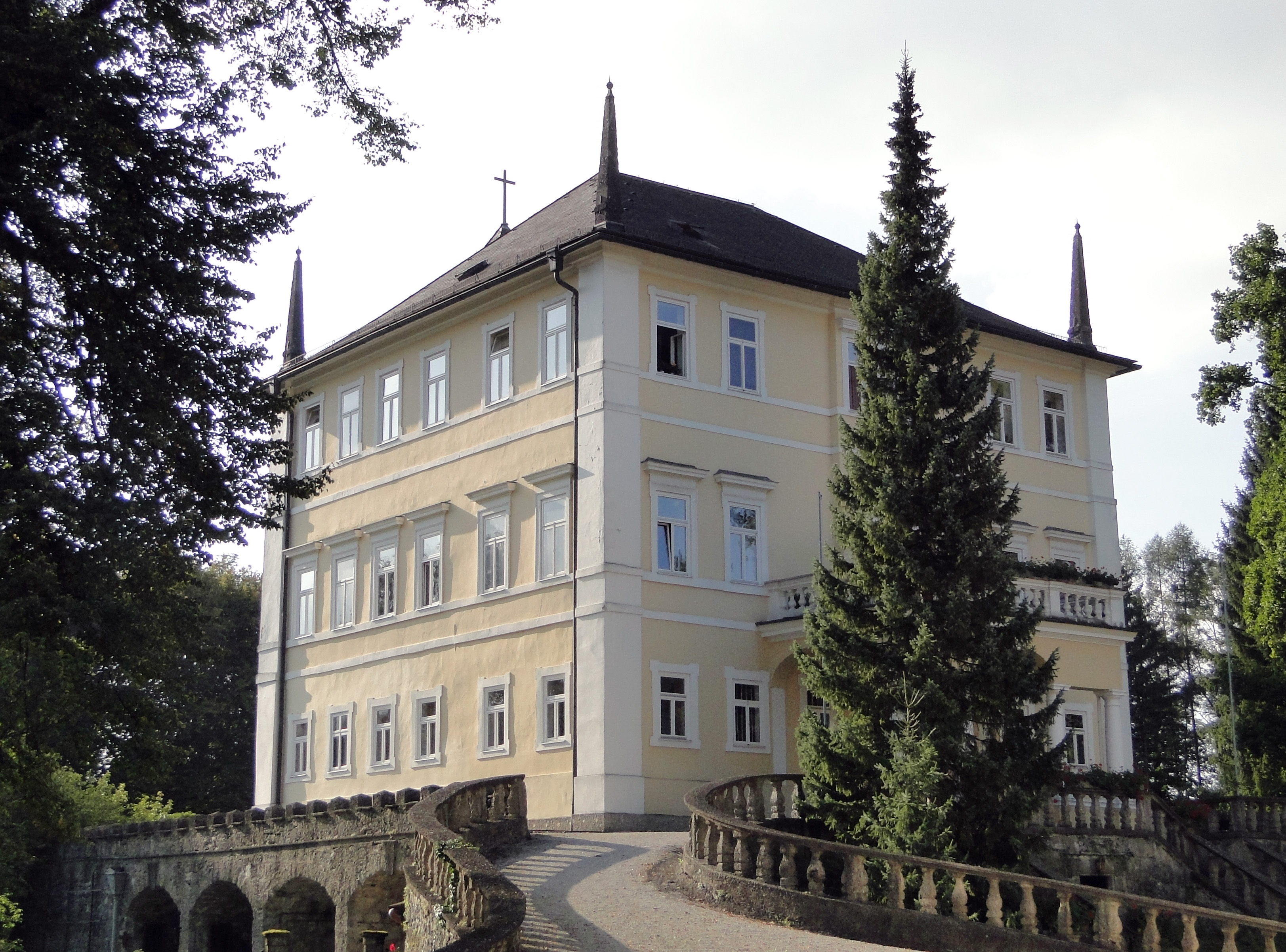
Emsburg

Die Emsburg, auch Kreuzhof, Ritterhof, Lambergschloss oder Kloster Emsburg genannt, liegt an der Hellbrunner Allee Nr. 52 in Salzburg. Das Anwesen (Schloss mit Inventar) steht unter Denkmalschutz.

## Geschichte

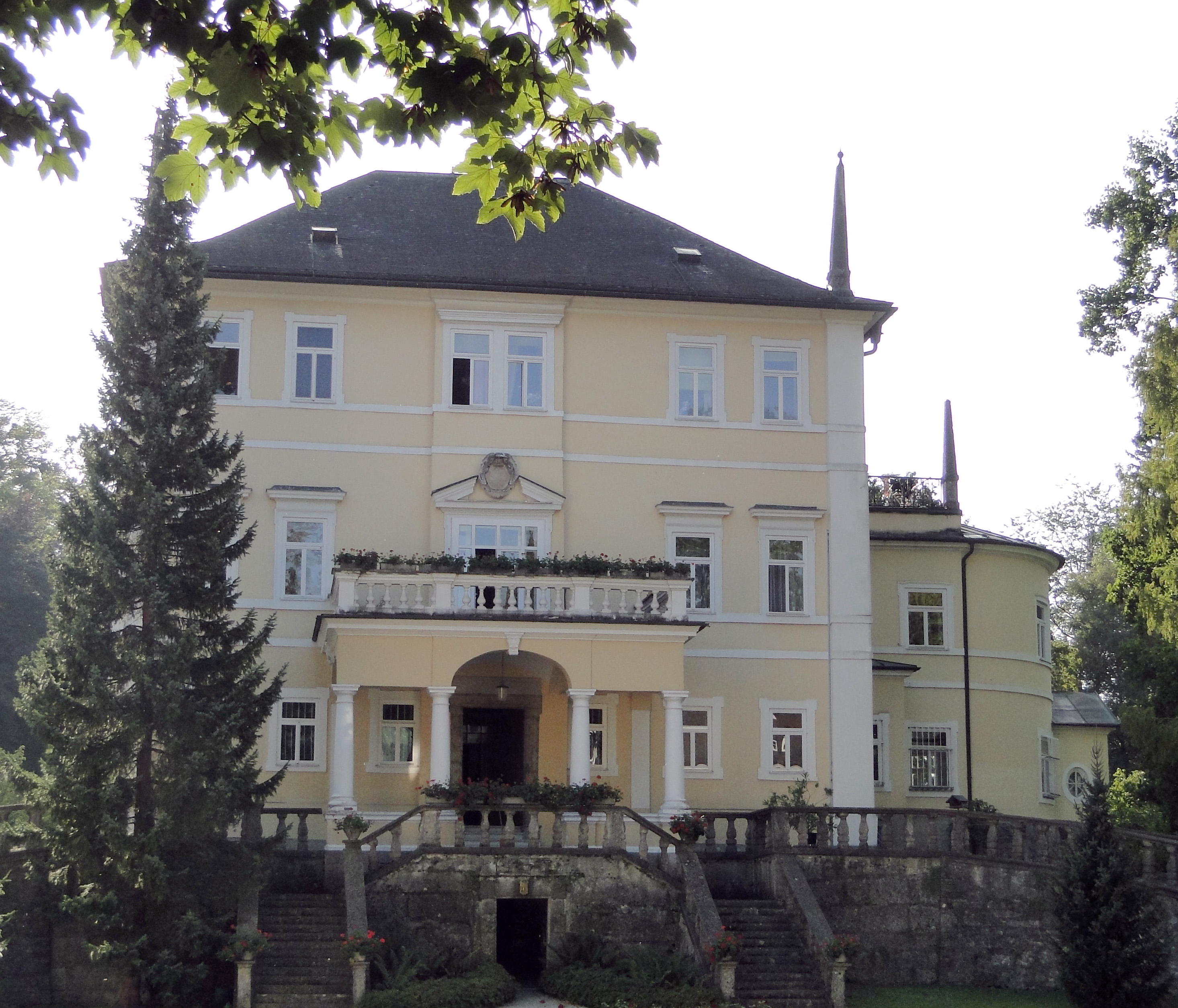
Schloss Emsburg

Das Schloss wurde fast gleichzeitig mit Schloss Hellbrunn 1619 und 1620 mit maßgeblicher Unterstützung des Salzburger Erzbischofs von Johann Sigmund von Mabon, dem Leibgardehauptmann von Markus Sittikus samt der zugehörigen Mühle und dem kunstvollen Schlossgarten mit seinen acht Brücken über den Hellbrunnerbach (Mühlbach) erbaut. Das Schloss war zwar zum Zeitpunkt des Todes von Fürsterzbischof Markus Sittikus nicht fertiggestellt, sein Nachfolger Paris Lodron bestätigte aber die zugesagten weiteren Unterstützungen für Johann Siegfried von Mabon. Bald ging das Gut Emsburg durch Heirat von Ursula Maria von Mabon an die Freiherrn von Rehlingen über.
1701 kaufte es Erzbischof Johann Ernst von Thun, um es dem St. Rupert-Ritterorden zu schenken. Damals wurden alle Türen und Fensterläden mit dem Ordenskreuz bemalt, wovon die Namen Kreuz- oder Ritterhof stammen. Der Rupertiorden wurde 1811 aufgelöst, das Stift St. Peter erbte den Grund und verkaufte das Gut 1868 dem Salzburger Landeshauptmann Hugo Graf Lamberg, 1873 kam es an Sigmund Graf Thun Hohenstein und 1880 an Kunibert Graf Lamberg. Thun Hohenstein beauftragte den Architekten Josef Wessicken mit historisierenden Umbauten des Gebäudes. Josefine Gräfin Lamsberg starb hier im Mai 1941. Danach wurde die Emsburg für Schulungen der "Hitlerjugend" und des "BDM" verwendet. 

## Gestalt und Nutzung heute
Von 1948 an diente das Schloss als Mutterhaus der Halleiner Schulschwestern. Damals wurden auch die Nebengebäude direkt an der Hellbrunner Alle um ein Stockwerk erhöht und entgegen dem ursprünglichen Gestaltungskonzept wesentlich verändert.
Das Schloss steht, (nachdem das Schloss im einstigen Überschwemmungsgebiet der Salzach gelegen ist) erhöht auf einem hohen Sockel mit ringsum angelegten Terrassen. Die prunkvolle doppelarmige Freitreppe im Osten des Schlosses mit ihren Konglomeratbalustraden führt hinauf zum Schlosseingang, der im 19. Jahrhundert mit Säulen überbaut worden ist. An den Gebäudeecken des Schlosses mit seinem hohen Walmdach befinden sich vier schlanke Obelisken. Der Treppenturm ist an der Westfassade angebaut.
Viele erhaltene Bilder im Schlossinneren erinnern an die einstigen Komturen des Ritterordens.
Das Mutterhaus der Halleiner Schwestern übersiedelt 2012/13 nach Schloss Kahlsperg in Oberalm. Schloss Emsburg steht nunmehr im Privateigentum des Salzburgers Haythem al Wazzan.

## Meierhof und Mühle
Die einstige Mühle ganz im Norden des Schlossgartens befindet sich im bäuerlichen Stil gehalten. Sie wurde bereits unter Siegfried von Mabon angelegt.
Der heutige Kreuzhof (Hellbrunner Allee 63), einst der Meierhof des Schlosses, liegt gegenüber dem Schloss auf der Ostseite der Allee. Die einstige stattliche Meierei des Schlosses, die mit den allseiten konglomeratumrahmten Fenstern und dem hohen Schopfdach selbst schlossähnliche Züge besitzt, hieß einst auch Meierei Thunsfelden. Der Bau, der wohl gleichzeitig mit dem Schloss selbst erbaut wurde, gehörte bereits mit zur Schenkung an den St. Ruperti-Orden. Er wurde 1961 umgebaut, wobei damals der Stallteil abgetragen und der Rest für die Wohnnutzung umgebaut wurde.
Der Kreuzhofweg ist der Rest einer alten landschaftsprägenden Allee, die in den einstigen Auwald hin führte.